# Hipparchia parsis
Hipparchia parsis är en fjärilsart som beskrevs av Le Cerf 1913. Hipparchia parsis ingår i släktet Hipparchia och familjen praktfjärilar. Inga underarter finns listade i Catalogue of Life.